# (38578) 1999 XS11
1999 XS11 (asteroide 38578) é um asteroide da cintura principal. Possui uma excentricidade de 0.08042930 e uma inclinação de 10.61779º.
Este asteroide foi descoberto no dia 6 de dezembro de 1999 por CSS em Catalina.